# Pavel Bělobrádek
Pavel Bělobrádek (ur. 25 grudnia 1976 w Náchodzie) – czeski polityk, lekarz weterynarii i samorządowiec, od 2010 do 2019 przewodniczący Unii Chrześcijańskiej i Demokratycznej – Czechosłowackiej Partii Ludowej (KDU-ČSL), od 2014 do 2017 wicepremier.

## Życiorys
W latach 1995–2001 studiował weterynarię i farmację na Uniwersytecie Masaryka w Brnie. W 2008 ukończył studia doktoranckie. W latach 2001–2009 pracował w administracji weterynaryjnej kraju hradeckiego, następnie przez rok był sekretarzem regionalnym KDU-ČSL w kraju pardubickim. Do ugrupowania tego wstąpił w 2004. W 2010 uzyskał mandat radnego Náchodu.
29 maja 2010, po wyborach krajowych w 2010, w których KDU-ČSL nie przekroczyło progu wyborczego, do dymisji podał się kierujący partią Cyril Svoboda. Na kongresie z 20 listopada 2010 Pavel Bělobrádek został wybrany na nowego przewodniczącego, otrzymując 280 z 425 głosów w pierwszej turze i pokonując tym samym trójkę byłych parlamentarzystów (w tym pełniącą obowiązki przewodniczącego Michaelę Šojdrovą). W 2012 uzyskał mandat radnego kraju hradeckiego (wybrany. W wyborach w 2013 kierowani przez niego chadecy przekroczyli próg wyborczy, powracając do niższej izby czeskiego parlamentu. Jeden z mandatów poselskich przypadł Pavlowi Bělobrádkowi.
29 stycznia 2014 został wicepremierem oraz przewodniczącym Rady ds. Badań Naukowych, Rozwoju i Innowacji Czech w koalicyjnym rządzie Bohuslava Sobotki. W 2017 i 2021 uzyskiwał mandat deputowanego do Izby Poselskiej na kolejne kadencje.
13 grudnia 2017 zakończył pełnienie funkcji rządowych. W 2018 wystartował w wyborach do Senatu, przegrywając w drugiej turze głosowania. W 2019 nie ubiegał się o ponowny wybór na przewodniczącego partii; 29 marca 2019 na tej funkcji zastąpił go Marek Výborný. W 2020 powołany na zastępcę hetmana kraju hradeckiego.

## Życie prywatne
Pavel Bělobrádek jest żonaty, ma syna. Choruje na stwardnienie rozsiane, o czym poinformował w 2010, ubiegając się o prezesurę partii, podając również wówczas, iż stan jego zdrowia jest stabilny od dziesięciu lat.